# Embolizacja
Embolizacja – zabieg polegający na wprowadzeniu cewnika z materiałem zatorowym do problematycznego naczynia, dzięki czemu likwiduje się nieprawidłowości tętnicze lub żylne. Zabieg ten ma zastosowanie w wielu dziedzinach medycyny (m.in. w ginekologii, urologii oraz neurochirurgii) . Zabiegiem odwrotnym do embolizacji jest embolektomia.

## Charakterystyka zabiegu
Zabieg embolizacji składa się z dwóch etapów, są to odpowiednio:
1. wykonanie nacięcia w skórze oraz tętnicy (zazwyczaj udowej)
2. wprowadzenie do krwiobiegu cewnika z materiałem zatorowym[a]
3. zamknięcia światła naczynia z użyciem materiału zatorowego[b]

Zabieg embolizacji uznaje się za jedną z bezpieczniejszych metod wykorzystywanych m.in. w leczeniu tętniaków mózgu. Niemniej w zależności od tego, z jaką chorobą mamy do czynienia, procedurę wykonuje się w znieczuleniu miejscowym lub ogólnym.

## Embolizacja nerki (tętnicy nerkowej)
W przypadku tętnicy nerkowej lub mniejszych naczyniach zaopatrujących ten narząd w krew zabieg embolizacji wykonuje się, gdy mamy do czynienia z rakiem nerki. Celem tego zabiegu jest pozbawienie możliwości odżywiania się nieprawidłowych tkanek. Zabieg ten wykonuje się też przed zabiegiem operacyjnym. W szczególności zabieg embolizacji nerki wykonuje się w przypadku intensywnego krwawienia zmian.
Do powikłań tego zabiegu można zaliczyć:
- uszkodzenie naczyń
- zespół poembolizacyjny, skutkujący:
  - gorączką
  - podwyższeniem poziomu białych krwinek w surowicy
  - bólem okolicy lędźwiowej
- zawał nerki

## Embolizacja tętniaka mózgu
Zabieg embolizacji tętniaka mózgu aby wyłączyć tętniaka z krążenia, a w dalszym etapie aby spowodować jego wykrzepienie. Zabieg ten w nie wymaga otwierania czaszki (kraniotomii), przeprowadza się go w znieczuleniu ogólnym.
Podczas zabiegu wprowadza się cewnik naczyniowy i pod kontrolą aparatu rentgenowskiego. Następnie tętniak wypełniany jest specjalnymi sprężynkami (tzw. coilami). W niektórych przypadkach podczas operacji niezbędne jest założenie stentów, co zapobiega wydostaniu się sprężynek z wnętrza tętniaka.
Życie po embolizacji tętniaka mózgu jest bezpieczniejsze niż przed wykonaniem zabiegu, gdyż wykonanie zabiegu znacząco zmniejsza ryzyko wystąpienia wylewu.

### Długość zabiegu embolizacji tętniaka mózgu
Zabieg trwa od kilkudziesięciu minut do kilku godzin. Długość zabiegu zależy od lokalizacji tętniaka oraz ewentualnych komplikacji, które mogą mieć miejsce w trakcie trwania zabiegu.

### Zalecenia po zabiegu embolizacji tętniaka mózgu
Sporadycznie po wykonaniu zabiegu zaleca się wykonanie tomografii komputerowej. Ma to na celu odpowiednio wczesne wykrycie ewentualnych powiększeń tętniaka, wówczas pacjent pozostaje pod opieką lekarza neurochirurga.
Należy zauważyć, że zalecenia po embolizacji tętniaka mózgu nie mają tak restrykcyjnego charakteru, jak w przypadku operacji neurochirurgicznych.

## Powikłania po embolizacji tętniaka
Powikłania po zabiegu embolizacji tętniaka są rzadsze od tych występujących po operacji neurochirurgicznej. Do takich powikłań zaliczają się:
- krwiak w miejscu wkłucia
- udar mózgu
- zakrzepica
- stałe ubytki neurologiczne
- zgon

## Embolizacja naczyniaka
Zabieg embolizacji wykorzystuje się w leczeniu naczyniaków, będących łagodnymi zmianami nowotworowymi. Przykładowym narządem, dla którego wykonuje się ten zabieg jest wątroba. Zabieg ten nie zawsze jest konieczny, gdyż większość naczyniaków zanika samoistnie z wiekiem.
Zabieg embolizacji naczyniaka jest niezbędny przed wykonaniem zabiegu operacyjnego w celu zmniejszenia krwawienia. Embolizacja naczyniaków prowadzi do ich całkowitego wyleczenia.
Zabieg ten wykonuje się zazwyczaj w trakcie badania obrazowego zwanego angiografią.

## Embolizacja mięśniaków macicy (tętnicy macicznej)
Embolizacja tętnicy macicznej stanowi jedną z metod leczenia mięśniaków macicy. Zabieg ten stanowi alternatywę dla zabiegów operacyjnych. Zabieg ten jest w szczególności zalecany pacjentkom w wieku rozrodczym, gdyż pozwala zachować płodność u kobiet starających się o dziecko.
Na skutek tego zabiegu dopływ krwi do mięśniaka zostaje odcięty, co prowadzi do zaniku tego elementu tętnicy macicznej lub przynajmniej ograniczenia jego wzrostu. 
Technika, na której bazuje zabieg, zapewnia mniejsze krwawienie menstruacyjne. Dzieje się tak gdyż cząsteczki masy zatorowej wprowadzane za pomocą cewnika są małych rozmiarów. Cewnik ten wprowadza się do światła tętnicy pod kontrolą rentgenowską.
Powikłania mogące wystąpić po embolizacji mięśniaków to:
- kilkutygodniowy dyskomfort podbrzusza[c]
- wypadanie mięśniaka przez szyjkę macicy
- martwica
- silne dolegliwości bólowe
- gorączka

## Embolizacja wewnątrzżylna
Embolizacja wewnątrzżylna znajduje zastosowanie w leczeniu żylaków powrózka nasiennego, których najczęstszą konsekwencją jest uczucie ciężkości w worku mosznowym oraz jego obrzmienie. 
Na skutek tego zabiegu dochodzi do zamknięcia żyły jądrowej oraz niewydolnych naczyń splotu wiciowatego.
Zabieg wykonuje się, gdy w jądrach występują żylaki, powodujące podwyższenie temperatury tych gruczołów i gdy taki stan chorobowy prowadzi do różnych dolegliwości (m.in. niepłodności). 
Zabieg embolizacji wewnątrzżylnej prowadzi do poprawy nasienia tylko u części pacjentów.

## Embolizacja endowaskularna
Zabieg embolizacji endowaskularnej, podobnie jak inne zabiegi endowaskularne przeprowadza się w znieczuleniu miejscowym. Sali operacyjna, w której wykonuje się ten zabieg, musi być wyposażona w aparat rentgenowski. Zabieg ten redukuje ryzyko względnie ciężkiego kalectwa lub zgonu o ponad 20%.